# Ramphastos brevis
Ramphastos brevis là một loài chim trong họ Ramphastidae.